# Robinson Crusoe-ön

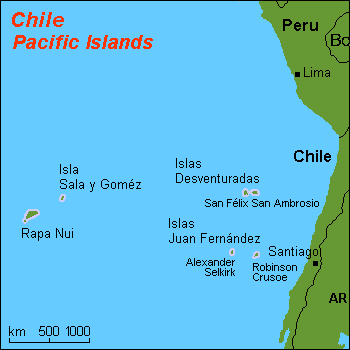
Lägeskarta

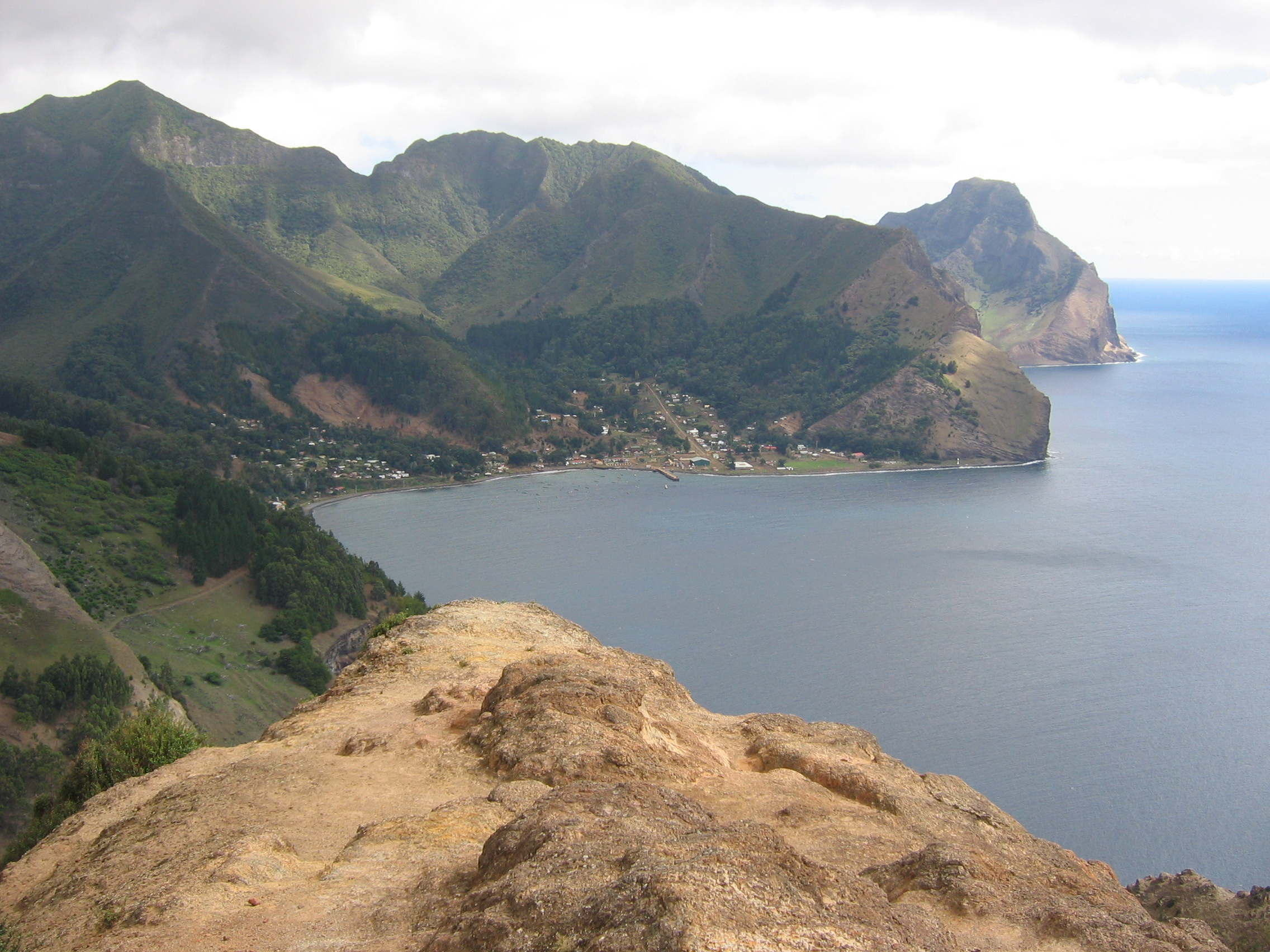
Bahía Cumberland på Robinson Crusoe-ön

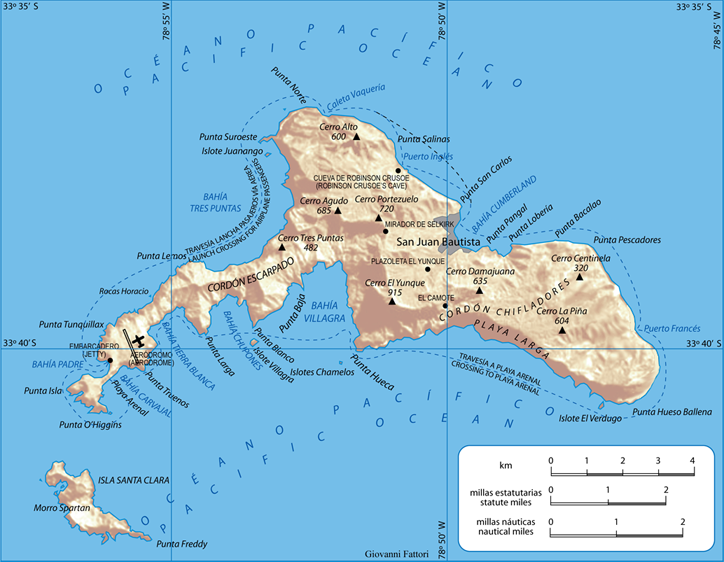
Karta över Robinson Crusoe-ön

Robinson Crusoe-ön (spanska Isla Robinsón Crusoe, tidigare Isla Más A Tierra - "Ön närmare land") är en liten ö i sydöstra Stilla havet som tillhör Chile.

## Geografi
Robinson Crusoe-ön är huvudön och den största ön i ögruppen Juan Fernández-öarna och ligger cirka 660 kilometer utanför Chiles kust, rakt väster om staden Valparaiso. Ön är av vulkaniskt ursprung och har en areal omkring 93 km² och består av branta dalar och åsar. Den sydvästra delen utgörs av den lilla halvön Cordon Escarpado. Cirka 1,5 km söder om ön ligger den lilla ön Isla Santa Clara. Öns högsta höjd är Cerro El Yunque som når 916 m ö.h. och ligger på öns södra del. Hela ögruppen blev naturreservat "Parque Nacional Archipiélago de Juan Fernández" 1935 och ett biosfärområde 1977.
Befolkningen uppgår till cirka 600 invånare där de flesta bor i huvudorten San Juan Bautista vid viken Bahía Cumberland på huvudöns norra del. Öarna utgör en egen "comuna" (kommun) i provinsen Valparaiso varifrån även Påskön förvaltas.

## Historia
Robinson Crusoe-ön upptäcktes den 22 november 1574 av spanske sjöfararen Juan Fernández och namngavs först "Isla Más A Tierra". Under 1600-talet och 1700-talet användes öarna som läger av pirater i området.
I augusti 1704 anlände det brittiska fartyget "Cinque Ports" med den skotske sjömannen Alexander Selkirk till ön där denne efter en dispyt med fartygets kapten valde att bli landsatt på Isla Más A Tierra. Selkirk levde sedan ensam i över fyra år på den obebodda ön tills han 1709 räddades av de brittiska fartyget "Duke" under kapten Woodes Rogers. Selkirk blev sedermera förebilden till Daniel Defoes bok från 1719 om "Robinson Crusoe" (Crusoes ö låg dock i Atlanten utanför Sydamerikas nordkust). Senare under 1700-talet använde Spanien ön som straffkoloni.
1818 blev hela ögruppen en del av Chile och 1877 påbörjades koloniseringen av öarna.
1915 under första världskriget utspelades ett sjöslag utanför ön vid Bahía Cumberland mellan tyska krigsfartyget SMS Dresden och brittiska HMS Glasgow, HMS Orama och HMS Kent. Under bataljen sjönk "Dresden" och bland de som kunde rädda sig på Robinson Crusoe-ön fanns även Wilhelm Canaris som senare skulle bli chef för den tyska underrättelsetjänsten.
1966 ändrades namnet till Robinson Crusoe-ön.
Den 30 juli 2007 blev Juan Fernandezöarna tillsammans med Påskön ett "territorio especial" (särskilt territorium) inom Chile.